# Simon Buis
Simon Buis (Medemblik, 12 november 1892 – Deurne, 25 augustus 1960) was een Nederlands rooms-katholiek pater en missionaris, die werkzaam was op Flores, Nederlands-Indië.

## Missionaris
Simon was missionaris bij de door Arnold Janssen opgerichte congregatie Missionarissen van Steyl, ook wel bekend als de Gezelschap van het Goddelijke Woord of Societas Verbi Divini, afgekort SVD. Hij is vooral bekend vanwege zijn montage van de missiefilms uit de Kleine Soenda-eilanden tot de eerste grote Nederlandse missiefilm: Flores-film - Reis naar Insulinde en Missie op Flores uit 1925.

## Jeugd en opleiding
Simon Buis groeide op in een boerengezin. Zijn oom Jan Buis was eveneens missionaris bij de S.V.D. Simon besloot al jong om missionaris te worden en nog tijdens zijn priesteropleiding werd hij in 1919 naar Flores in het toenmalige Nederlands-Indië gestuurd, om dienst te doen als Inspecteur van Onderwijs. In 1922 keerde hij terug om zijn priesteropleiding af te maken. Terug in Nederland kreeg hij de opdracht de 15.000 m door de Duitse cameraman Willy Rach gemaakte filmopnamen van de Kleine Soenda-eilanden te monteren tot een promotionele missiefilm om de Nederlanders het avontuurlijke aspect van het missionarisbestaan te tonen. De door Buis in de vorm van een reisverhaal gegoten film was in 1925 gereed en werd Flores-film - Reis naar Insulinde en Missie op Flores genoemd. De kritieken waren lovend en de film trok volle zalen.

## Filmbrand Hilversum 1934
Op maandag 24 september 1934 brandde een nieuw verenigingsgebouw op de Bosdrift te Hilversum tijdens een filmvoorstelling van Buis voor 146 meisjes helemaal af. Voor de kinderen werd door pater Buis en filmoperator broeder Duimel de film Ria Rago vertoond. Door oververhitting vloog tijdens de voorstelling de filmprojector in brand die zich snel uitbreidde. Bij deze brand vielen 46 veelal jonge gewonden, waarvan er later drie overleden. Pater Buis en broeder Duimel werden als betrokkenen door justitie aangeklaagd, maar beiden werden uiteindelijk vrijgesproken.

## Volleybal
Na een bezoek aan de Amerikaanse staat Illinois in 1925 bracht Buis het volleybalspel naar Nederland. De sport werd voor het eerst gespeeld in het Missiehuis St. Willibrord in Uden.